# Wayland Young, 2. Baron Kennet
Wayland Hilton Young, 2. Baron Kennet (als Autor unter dem Namen Wayland Kennet bekannt; * 2. August 1923; † 7. Mai 2009) war ein britischer Politiker, Journalist und Publizist.

## Familie
Wayland Young kam als Sohn der Bildhauerin Kathleen Scott und des konservativen Politikers Hilton Young, 1. Baron Kennet, zur Welt; er war ein Halbbruder von Peter Markham Scott. Seine Mutter war in erster Ehe mit dem Polarforscher Robert Falcon Scott verheiratet gewesen. Young lebte in dem Haus in London, in dem J. M. Barrie Peter Pan geschrieben hatte. Die Bildhauerin Emily Young und die Schriftstellerin Louisa Young sind seine Töchter, daneben hat er noch den Sohn William Aldus Thoby, der nach seinem Tod den Titel erbte, und drei weitere Töchter.

## Leben
Young besuchte das Trinity College der University of Cambridge, wo er Architektur studierte. Von 1942 bis 1945 diente er in der Royal Navy. Nach Kriegsende studierte er in Perugia sowie an der Harvard University. Als sein Vater 1960 starb, erbte er dessen Titel Baron Kennet und den damit verbundenen Sitz im House of Lords.
Young war Auslandskorrespondent der Zeitung The Observer in Rom und in Nordafrika sowie Mitarbeiter des Außen- und des Wohnungsbauministeriums. Er verfasste mehrere Bücher zu politischen Themen. Sein Werk Eros Denied aus dem Jahre 1964 war in Großbritannien bahnbrechend für die Sexuelle Revolution.
Als Abgeordneter des House of Lords befasste sich Young mit außenpolitischen Themen, unter anderem der Rüstungskontrolle. In den 1970er Jahren war er Mitglied des Europaparlaments. Er gehörte ab 1956 der Labour Party an, war aber ein Gegner des Einflusses der Gewerkschaften in der Partei. 1981 wechselte er zur als Labour-Abspaltung gegründeten SDP; Ende der 1980er Jahre kehrte er zu Labour zurück. Er war ein scharfer Kritiker der Außenpolitik Tony Blairs.
Als er mit dem House of Lords Act 1999 seinen erblichen Sitz im Oberhaus verlor, kandidierte er für die Nachwahl der Labour-Erbpeers ins House of Lords, unterlag jedoch.

## Werke
- The Italian Left. A Short History of Political Socialism in Italy, 1949
- The Montesi Scandal, 1957
- Strategy for Survival. First Steps in Nuclear Disarmament, 1959
- The Profumo Affair, 1963
- Eros Denied, 1964, 2nd ed. 1968 (deutsche Übersetzung: Der verleugnete Eros, 1966, 2. erw. Aufl. 1968)